# Kem chống nắng

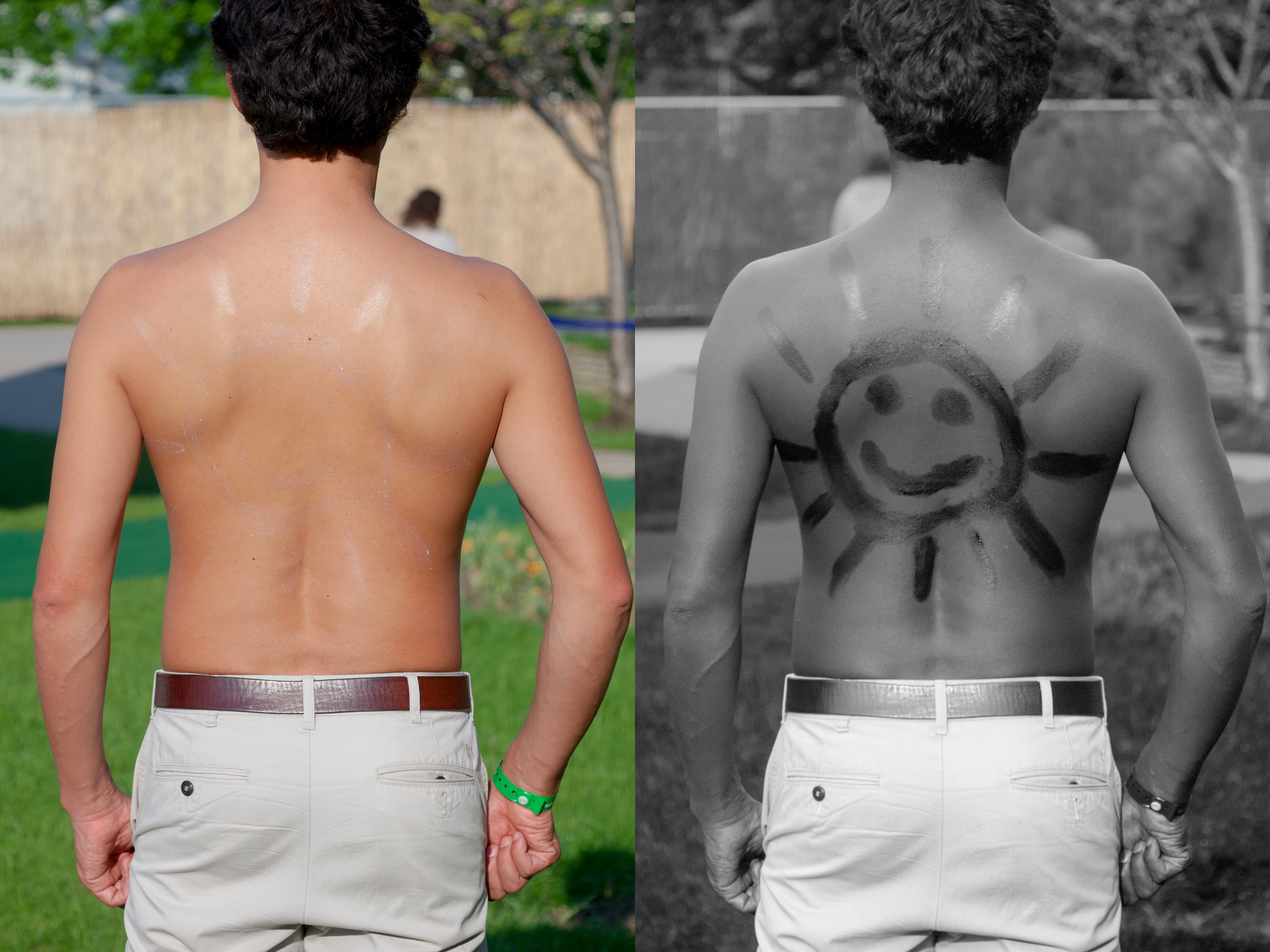
Kem chống nắng được bôi trên lưng để chống lại tia tử ngoại của Mặt Trời

Kem chống nắng là một loại kem dưỡng da, xịt, gel hoặc các sản phẩm đặc trị khác giúp hấp thụ hoặc phản xạ một số bức xạ tia cực tím (UV) của mặt trời do đó giúp chống cháy nắng. Sử dụng thường xuyên kem chống nắng cũng có thể làm chậm hoặc giảm sự phát triển của nếp nhăn, nốt ruồi và da chảy xệ.
Tùy thuộc vào các dạng, kem chống nắng có thể được phân loại thành kem chống nắng vật lý (nghĩa là những loại phản chiếu ánh sáng mặt trời) hoặc kem chống nắng hóa học (tức là những loại chống lại tia cực tím).
Các tổ chức y tế như Hiệp hội Ung thư Hoa Kỳ khuyến khích sử dụng kem chống nắng vì nó giúp ngăn ngừa ung thư biểu mô tế bào vảy. Việc sử dụng kem chống nắng thường xuyên cũng có thể giảm nguy cơ u ác tính. Tuy nhiên, nhiều loại kem chống nắng không ngăn chặn bức xạ tử ngoại (UVA), tuy nhiên việc bảo vệ khỏi UVA đã được chứng minh là rất quan trọng để ngăn ngừa ung thư da.
Để cung cấp một dấu hiệu tốt hơn về khả năng bảo vệ chống lại ung thư da và các bệnh khác liên quan đến bức xạ UVA (như viêm thực quản ), nên sử dụng kem chống nắng phổ rộng (UVA / UVB). Việc sử dụng thuật ngữ "Phổ rộng" trên các sản phẩm chống nắng nhãn được quy định bởi Cục Quản lý Thực phẩm và Dược phẩm Hoa Kỳ.
Kem chống nắng thường được đánh giá và dán nhãn với hệ số chống nắng (SPF) để đo tỷ lệ tia UV sản sinh ra ánh nắng chiếu vào da. Ví dụ, "SPF 15" có nghĩa là 1/15 của bức xạ Mặt Trời sẽ chạm đến da qua độ dày đề nghị của kem chống nắng. Các hệ thống đánh giá khác cho thấy mức độ bảo vệ khỏi bức xạ UVA không cháy nắng. Kem chống nắng được thiết kế để duy trì hiệu quả ở cường độ ban đầu trong tối đa ba năm và hiệu quả trở nên đáng nghi ngờ sau khoảng thời gian đó. Một số loại kem chống nắng bao gồm ngày hết hạn - ngày mà chúng không còn hiệu quả.

## Ảnh hưởng sức khỏe

### Lợi ích
Sử dụng kem chống nắng có thể giúp ngăn ngừa khối u ác tính  và ung thư biểu mô tế bào vảy, hai loại ung thư da. Có rất ít bằng chứng cho thấy kem chống nắng có hiệu quả trong việc ngăn ngừa ung thư biểu mô tế bào đáy.
Một nghiên cứu năm 2013 đã kết luận rằng việc thường xuyên thoa kem chống nắng hàng ngày có thể làm chậm hoặc tạm thời ngăn ngừa sự phát triển của nếp nhăn và da chảy xệ. Nghiên cứu có sự tham gia của 900 người da trắng ở Úc và yêu cầu một số người trong số họ phải bôi kem chống nắng phổ rộng mỗi ngày trong bốn năm rưỡi. Nó phát hiện ra rằng những người làm như vậy có làn da đàn hồi và mịn màng hơn đáng kể so với những người được chỉ định tiếp tục thực hành thông thường của họ.
Giảm thiểu thiệt hại do tia cực tím đặc biệt quan trọng đối với trẻ em và những người có làn da trắng và những người nhạy cảm với ánh nắng mặt trời vì lý do y tế.

### Rủi ro tiềm tàng
Năm 2009, Hàng hóa quản lý dược của Úc được cập nhật bình luận của nghiên cứu an toàn kem chống nắng và kết luận: "Tiềm năng cho titan dioxide (TiO2) và kẽm oxit (ZnO) hạt nano trong kem chống nắng để gây ra tác dụng phụ phụ thuộc chủ yếu vào khả năng của các hạt nano để đạt được các tế bào da khả thi. Cho đến nay, trọng lượng hiện tại của bằng chứng cho thấy các hạt nano TiO 2 và ZnO không đến được các tế bào da cần thiết."  Các thành phần chống nắng thường trải qua sự xem xét rộng rãi của các cơ quan quản lý chính phủ ở nhiều quốc gia và các thành phần gây lo ngại về an toàn đáng kể (như PABA) có xu hướng bị rút khỏi thị trường tiêu dùng.
Những lo ngại cũng đã được đặt ra về sự thiếu hụt vitamin D tiềm ẩn phát sinh từ việc sử dụng kem chống nắng kéo dài. Sử dụng kem chống nắng thông thường không dẫn đến thiếu vitamin D; tuy nhiên, sử dụng rộng rãi có thể. Kem chống nắng ngăn ánh sáng cực tím chiếu vào da, và thậm chí bảo vệ vừa phải có thể làm giảm đáng kể sự tổng hợp vitamin D. Tuy nhiên, có thể sản xuất đủ lượng vitamin D khi tiếp xúc với ánh nắng mặt trời ở mặt, cánh tay và chân, trung bình 5-30 phút 2 lần mỗi tuần mà không cần dùng kem chống nắng. (Nước da càng sẫm màu, hoặc ánh sáng mặt trời càng yếu thì càng cần nhiều phút tiếp xúc, xấp xỉ 25% thời gian cho cháy nắng tối thiểu.) Quá liều vitamin D là không thể khi tiếp xúc với tia cực tím nhờ vào trạng thái cân bằng mà da đạt được trong đó vitamin D bị thoái hóa nhanh như khi nó được tạo ra.